# Gustav Rothbarth
Gustav Rothbarth (* 21. Juli 1842 in Trent; † 20. November 1914 in Gifhorn) war Landwirt und Mitglied des Deutschen Reichstags.

## Leben
Rothbarth besuchte Privatschulen und war Beamter größerer Güter und danach Gutsbesitzer in Triangel. Er war Vorsitzender des Moor- und Heidekulturvereins, Leiter der Triangeler Torfwerke und Mitglied des Kreistages. Im Park von Triangel erinnert ein Gedenkstein an ihn.
Von 1893 bis 1898 war er Mitglied des Deutschen Reichstags für den Wahlkreis Provinz Hannover 14 (Gifhorn, Celle, Peine, Burgdorf) und die Nationalliberale Partei. Im Reichstag schloss er sich der nationalliberalen Fraktion jedoch lediglich als Hospitant an.